# Apechthis cubensis
Apechthis cubensis är en stekelart som först beskrevs av Cresson 1865.  Apechthis cubensis ingår i släktet Apechthis och familjen brokparasitsteklar. Inga underarter finns listade i Catalogue of Life.